# Реваж (река)
Реваж — река в России, протекает по территории Котласского района Архангельской области. Длина реки — 68 км. Площадь водосборного бассейна — 350 км².
Начинается под названием Западный Реваж в Устьянских болотах. Течёт по лесу на юго-восток до Удимского посёлка, затем поворачивает на восток. После слияния с Северным Реважем носит название Реваж. Далее течёт на восток вдоль железнодорожной линии Коноша — Котлас, петляя, через деревни Копосово, Петровская, Березник, Ерофеево, Слуда, Большая и Малая Маминские, Реваж, Медведка, разделённые елово-сосновым лесом. Устье реки находится в 22 км по левому берегу реки Удима напротив переезда 9 км железнодорожной линии Великий Устюг — Котлас.
Ширина реки в верховьях — 7 метров, глубина — 0,3 метра.
Притоки (в км от устья):
- 3 км: Пестовка[3] (пр)
- 14 км: Маминская[3] (лв)
- Жаровая[3] (лв)
- Сосновка[3] (лв)
- 33 км: Путилиха[3] (лв)
- 52 км: Северный Реваж[5] (лв)

## Данные водного реестра
По данным государственного водного реестра России относится к Двинско-Печорскому бассейновому округу, водохозяйственный участок реки — Северная Двина от впадения реки Вычегда до впадения реки Вага, речной подбассейн реки — Северная Двина ниже места слияния Вычегды и Малой Северной Двины. Речной бассейн реки — Северная Двина.
Код объекта в государственном водном реестре — 03020300112103000025353.